# K.A.O. Dramas
Il K.A.O. Dramas è una società cestistica avente sede a Drama, in Grecia. Fondata nel 1989, gioca nel campionato greco.
Disputa le partite interne nella Drama Indoor Hall, che ha una capacità di 1.700 spettatori.

## Palmarès
- A2 Ethniki: 2

2000-2001, 2010-2011